# 曼塞洛納鎮區 (密歇根州)
曼塞洛納鎮區（英語：Mancelona Township）是位於美國密歇根州安特里姆縣的一個行政鎮區。

## 地方資料
曼塞洛納鎮區的面積為184.90平方千米，當中陸地面積為184.30平方千米，而水域面積為0.60平方千米。根據2020年美國人口普查的數據，當地共有人口4311人，而人口密度為每平方千米23.32人。